# Operation (Militär)

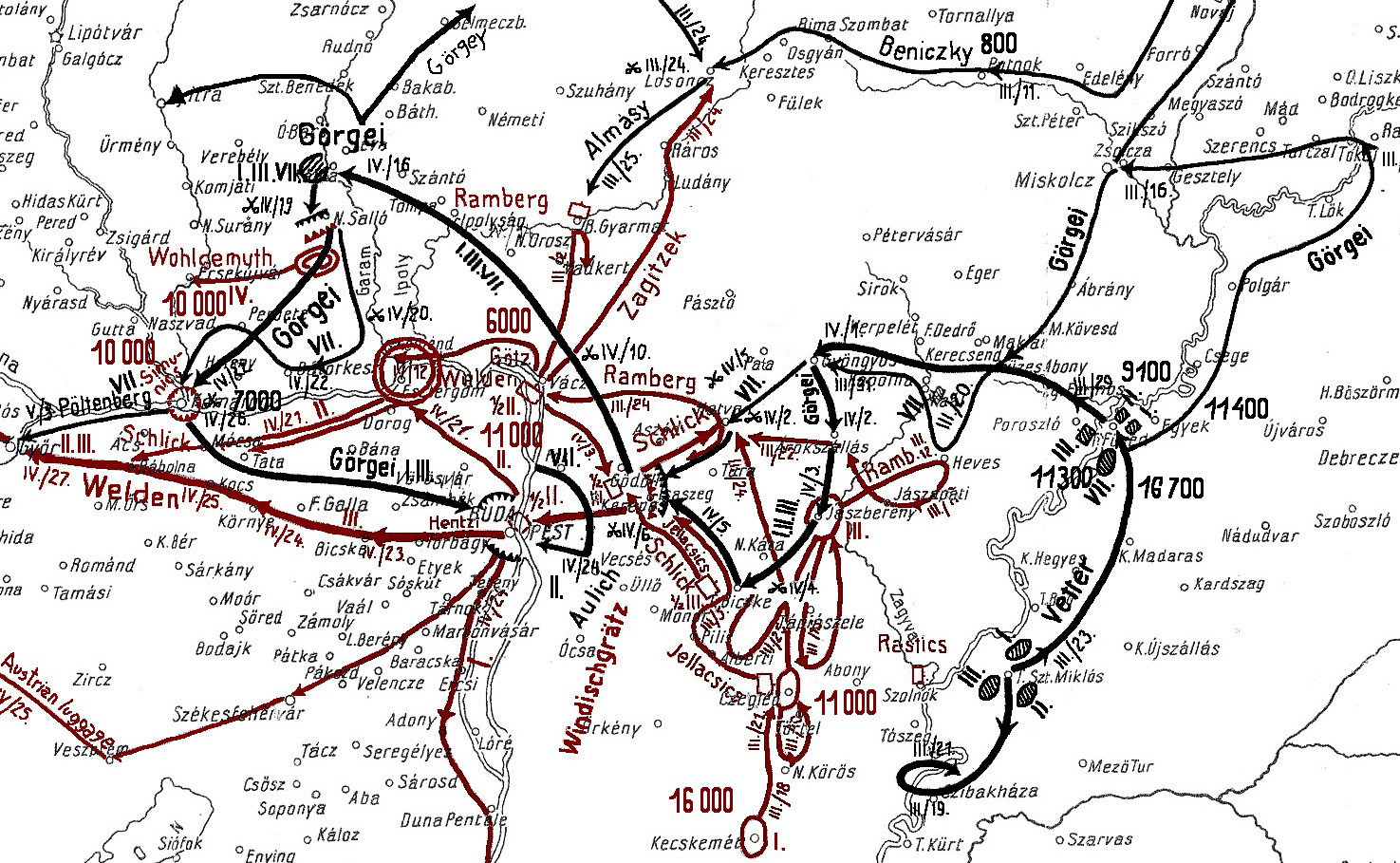
Schema: Ungarn-Operation (1849)

Schema: Buchara-Operation (1920)

Karte zur strategischen Operation „Uran“ 1942 (Schlacht um Stalingrad)

Schema zur Operationslage (1944) Gegenoffensive in den Ardennen

Die Operation im militärischen Sinn bezeichnet die nach Zielen, Aufgaben, Zeit und Ort koordinierten (Kampf-)Handlungen der Streitkräfte (Teilstreitkräfte) im operativen und/oder strategischen Maßstab nach einheitlicher Idee und nach einheitlichem Plan. Alternativ wird manchmal der Begriff Offensive synonym verwendet.
Ziel ist, gegnerische Gruppierungen zu zerschlagen, wichtige Räume (Abschnitte) von operativer bzw. strategischer Bedeutung zu besetzen und/oder zu behaupten.
Jede Teilstreitkraft ist in der Lage, selbstständig oder im Zusammenwirken mit anderen Teilstreitkräften Operationen durchzuführen.
Für die Theorie der Strategie und die Theorie der Operativen Kunst ist die Operation das Objekt und der Untersuchungsgegenstand.

## Begriffsgeschichte

### Herkunft des Begriffs Operation
Das Wort operieren ist vor dem 16. Jahrhundert als schwaches Verb entlehnt aus lateinisch operārī ‘arbeiten, verrichten, pflegen, bearbeiten’ und zu lateinisch opus ‘Werk, Arbeit, Beschäftigung’ nachgewiesen. Die zunächst medizinische Bedeutung folgte jener Auffassung, die im Chirurgen einen guten Handwerker sah.
Daraus bilden sich lateinisch operatio (Genitiv operationis) mit der Bedeutung ‘Arbeit, Verrichtung, Gewerbe’ sowie das Abstraktum Operation und ein Nomen Agentis Operateur, gefolgt vom Adjektiv operativ sowie den Adjektiven der Möglichkeit (in)operabel. Mit allgemeinerer Bedeutung versehen sind etwa Kooperation ‘Zusammenarbeit’ und operationalisieren ‘standardisieren’.

### Entwicklung des Begriffs Operation
Während der Begriff im medizinischen Zusammenhang schon seit dem frühen 16. Jahrhundert benutzt wurde, findet er sich in der Bedeutung einer zielgerichteten Bewegung eines militärischen Verbandes ab dem Ende des 17. Jahrhunderts.
Im umfassenderen Sinne etabliert sich der Begriff erst um die Wende vom 18. zum 19. Jahrhundert. In den Schriften Friedrichs des Großen ist er nicht zu finden. Sein Zeitgenosse Henry Lloyd gilt jedoch als Schöpfer der Bezeichnung Operationslinie für die Verbindungsstränge von der Armee im Felde zu ihren Versorgungsbasen im Hinterland. Das legt nahe, dass bereits um 1780, dem Entstehungsjahr von Lloyds Abhandlung über die allgemeinen Grundsätze der Kriegskunst, der Operationsbegriff so verbreitet war, dass sich die Ableitung der Operationslinie daraus anbot. Um die Jahrhundertwende zum 19. Jahrhundert findet sich der Begriff bei allen bedeutenden Denkern der Kriegskunst.
Erzherzog Karl überschreibt § 4 seiner Grundsätze der höheren Kriegskunst für die Generäle der österreichischen Armee bereits 1806 mit dem Titel Von dem Operationsplan.
Carl von Clausewitz verwendet die Begriffe Operationsbasis und Operationslinie in seinem in den 1820er Jahren entstandenen Buch Vom Kriege häufiger. Das fünfzehnte Kapitel des fünften Buches im zweiten Teil trägt sogar den Titel Operationsbasis.

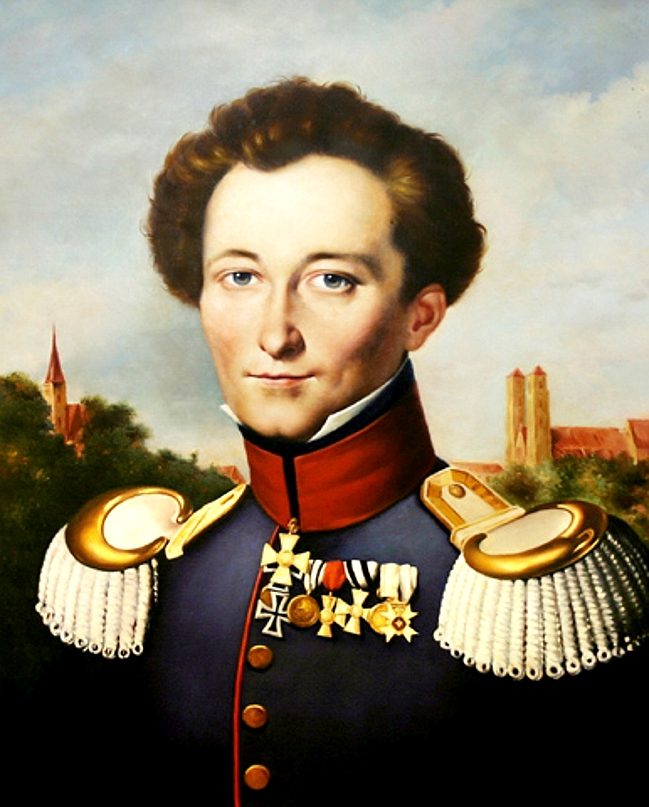
Carl von Clausewitz (1780–1831)
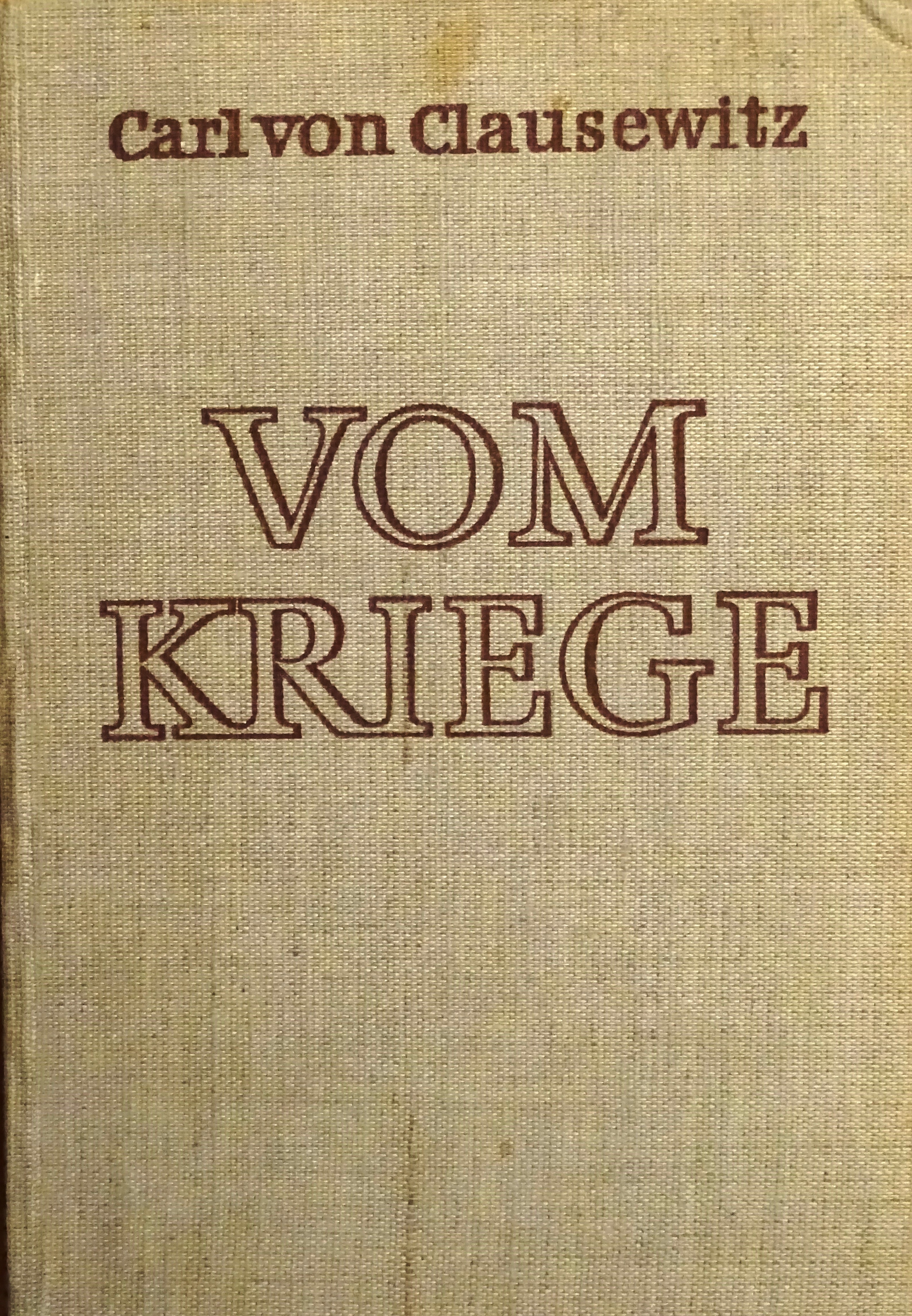
Clausewitz’ Werk Vom Kriege, hrsg. Berlin 1957, SLUB Dresden
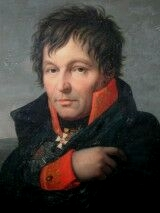
Gerhard v. Scharnhorst (1755–1813)
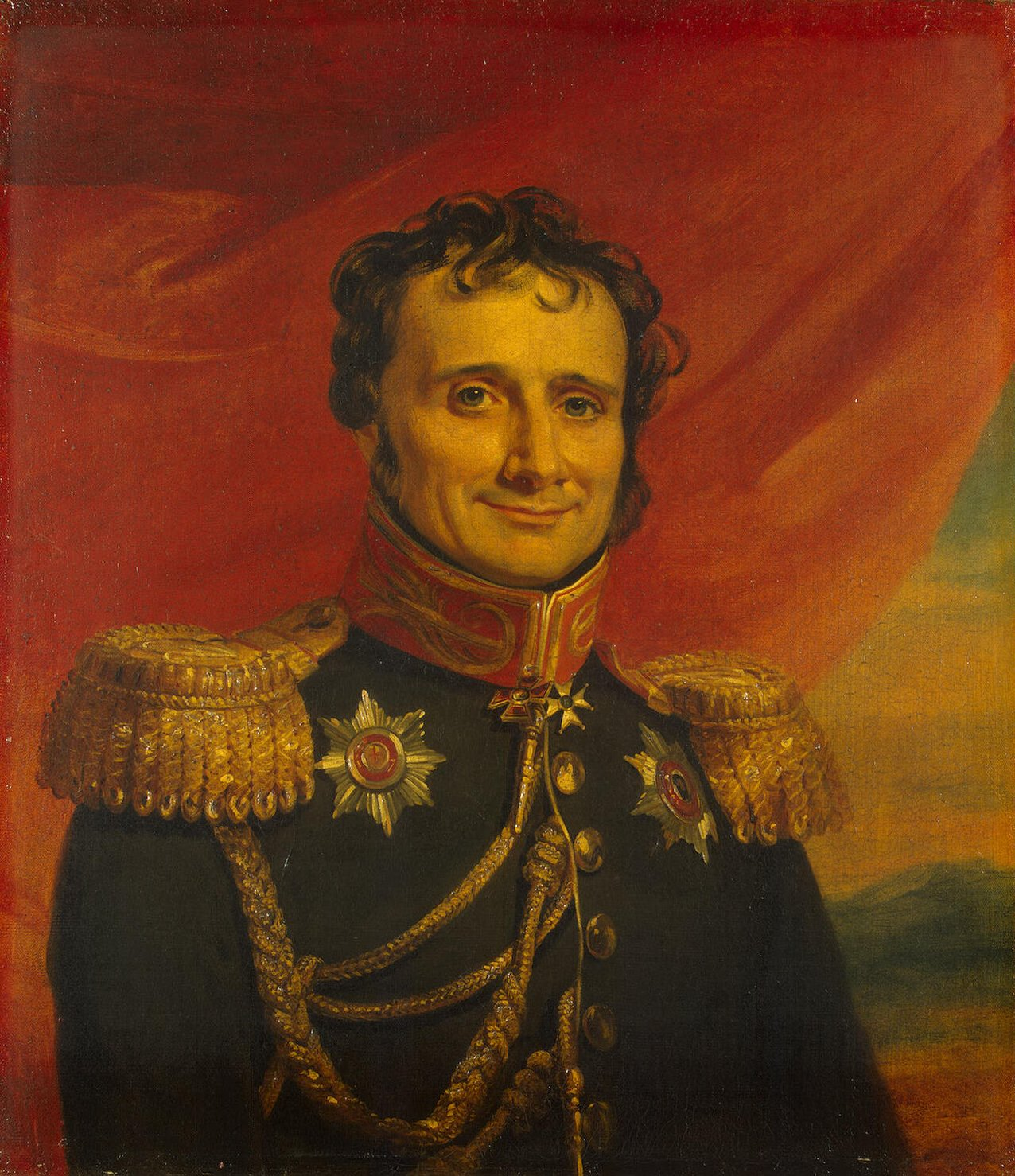
Antoine-Henri Jomini (1779–1869)

Dass ausgerechnet Scharnhorst, der von Tempelhoff, dem Übersetzer Lloyds, erheblich gefördert wurde, die Urheberschaft des Ausdrucks Operationslinie Jomini zuschreibt, ist vor diesem Hintergrund erstaunlich. Wobei Jomini, dessen Werk Précis de l’Art de la Guerre etwa zehn Jahre nach Clausewitz’ Vom Kriege entstand, den Begriff und das Verständnis davon beträchtlich weiterentwickelte. Er baute um den Operationsbegriff ein ganzes Gebäude neuer Termini, die sich auf diesen bezogen oder von ihm abgeleitet waren. „Jomini suchte das Wesen der Strategie in den Operationslinien und prüfte die Vorzüge der inneren Operationslinie und der äußeren.“ Scharnhorsts Irrtum mag sich also auf diesen Umstand gründen.

### Operation und Entstehung einer Operativen Kunst
Die bedeutendste Weiterentwicklung für die Kriegskunst fällt in die zweite Hälfte des 19. Jahrhunderts. Mit dem Begriff Operation waren vordem bereits frühzeitig eine Vielzahl anderer Begriffe (beispielsweise Operationslinie, Operationsbasis) verbunden.
Die zentrale Bedeutung, die er heute besitzt, erhielt er jedoch erst gegen Ende des 19. Jahrhunderts, als man von ihm in Deutschland das Adjektiv operativ ableitete, mit dem eine völlig neue Führungsebene zwischen Strategie und Taktik geschaffen wurde, die operative Ebene.

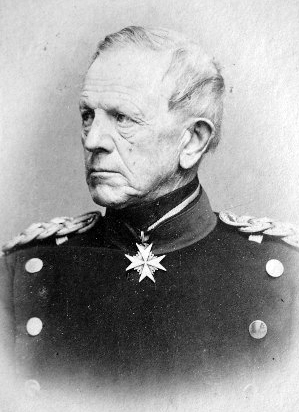
Helmuth von Moltke

Ob bereits Moltke in Anlehnung an den Begriff der Operation die operative Kriegskunst oder operative Führungsebene zwischen Taktik und Strategie einschob, oder erst sein Nachfolger Schlieffen, ist unbekannt. Es steht jedoch fest, dass dieser neue Führungsbegriff noch vor 1900 in Deutschland entstand. Von dort wurde er zunächst in Russland als Оперативное искусство Operatiwnoje iskusstwo aufgenommen.
Außer in Russland, wo das Konzept der Operativen Führung zwischen 1923 und 1937 von Tuchatschewski und Triandafillow weiter ausgearbeitet wurde (vgl. Tiefe Operation), tat man sich außerhalb Deutschlands schwer die neue Idee zu übernehmen. Das war und ist zum großen Teil der ablehnenden Haltung gegenüber einer Wehr- oder Militärwissenschaft geschuldet.
Nach Boris Michailowitsch Schaposchnikow wurde an der russischen Generalstabsakademie vor dem Ersten Weltkrieg operative Kunst nach Sigismund von Schlichting, Louis Loyzeau de Grandmaison und Heinrich Antonowitsch Leer gelehrt.

## Wesensmerkmale der Operation

### Bestandteile der Operation
Die Operation ist für die Kriegskunst – genauer, ihre Bestandteile (Militär-)Strategie und Operative Kunst – eine Grundform (Hauptform) der Handlungen der Streitkräfte.
Die Operation im militärischen Sinn bezeichnet die Gesamtheit der nach Zielen, Aufgaben, Ort und Zeit abgestimmten und miteinander verbundenen Schlachten, Schläge, Gefechte und Manöver verschiedenartiger Truppen (Kräfte), die
- gleichzeitig oder aufeinanderfolgend nach einheitlicher Idee und nach einheitlichem Plan,
- zur Erfüllung von Aufgaben auf dem Kriegsschauplatz (den Kriegsschauplätzen), in einer strategischen Richtung oder Operationsrichtung (in einem bestimmten Raum / einer bestimmten Zone) und
- in einer festgelegten Zeit durchgeführt werden.[1]

Für die Theorie der Operativen Kunst ist sie das Objekt und ein Untersuchungsgegenstand.
Neben den Kampfhandlungen gehören also auch alle anderen militärischen Maßnahmen dazu, zum Beispiel Verlegungen (Märsche, Transporte, Manöver) oder Versorgung von Kräften (Mitteln) und sonstige Maßnahmen jeder Art und jeden Umfangs. Operationen setzen keinen fest bestimmten Kräfteumfang voraus. Operationen werden grundsätzlich von verschiedenen Truppengattungen und gewöhnlich von verschiedenen Teilstreitkräften gemeinsam durchgeführt.

### Ziele, Ausmaß, Kennziffern der Operation
Ziel der Operation kann sein: die gegnerischen Gruppierungen zu zerschlagen, wichtige Räume (Abschnitte) von operativer bzw. strategischer Bedeutung zu besetzen oder zu behaupten.
Jede Operation wird durch ihre spezifischen Hauptkennziffern – das Ausmaß der Operation – charakterisiert. Dazu gehören:
- die Anzahl der an der Operation teilnehmenden Kräfte (Mittel);
- die Breite und Tiefe des Handlungsstreifens (der Handlungsräume);
- (in der Angriffsoperation) die Tiefe und das mittlere Tempo der (Angriffs-)Handlungen;
- die Dauer der Operation;
- die vorherige und laufende Auffüllung mit materiellen Mitteln und Reserven (Militärlogistik);
- die Möglichkeiten zur Sicherstellung der (Kampf-)Handlungen;
- der Charakter des Geländes und andere Lagebedingungen wie Wetter.

### Arten der Operation

#### Einteilung nach Kriterien
Nach dem Maßstab und Umfang der beteiligten Kräfte (Mittel) können unterschieden werden:
- die Strategische Operation,
- die Frontoperation (Flotten-, Luftverteidigungsbezirks-, Armeegruppen-, Heeresgruppen-Operationen) sowie
- die Armeeoperation (Flottillen-, Korps-, Geschwader-Operation).

Zu den Arten der Operation nach einbezogenen Teilstreitkräften zählen:
- die allgemeine Operation (der Landstreitkräfte),
- die allgemeine Flottenoperation und
- die gemeinsame Operation (von operativen Formationen mehrerer Teilstreitkräfte).[1]

Außerdem können selbstständige Operationen der Teilstreitkräfte durchgeführt werden: die Luftoperation, die Luftverteidigungsoperation, die Seeoperation (ozeanische Operation).
Arten der allgemeinen Operation (bei den Landstreitkräften / dem Heer) werden unterschieden nach dem Charakter der Kampfhandlungen in der Operation in (Offensiv-)Angriffsoperationen und (Defensiv-)Verteidigungsoperationen. Das Verständnis von offensiven Operationen überwiegt, weil diese auf die Erringung der Initiative gerichtet sind und darauf ausgerichtet sind, den Gegner zu schwächen oder in eine ungünstige Lage zu bringen, indem ihm Geländeräume (-abschnitte) operativer oder strategischer Bestimmung abgenommen und gegnerische Handlungsfähigkeiten beschnitten werden.
Nach der Zeit und Reihenfolge werden Operationen unterteilt in Erste Operation und Folgende Operation(en).
Nach der besonderen Geografie des Operationsraums werden der Wüstenkrieg, Dschungelkrieg, Gebirgskrieg und der Krieg in der Arktis sowie der Kampf in großräumigen urbanem Einsatzraum als Orts- und Häuserkampf unterschieden.

#### Luftoperation
Die Luftoperation ist eine Form der Kampfhandlungen der Luftstreitkräfte zur Erringung der Initiative in der Luft und zur Unterstützung der Kampfhandlungen der Land- und Seestreitkräfte. Die operativen und taktischen Verbände der Luftstreitkräfte handeln in der Regel im Zusammenwirken mit militärischen Formationen anderer Teilstreitkräfte in einem festgelegten Zeitraum nach einheitlicher Idee und einheitlichem Plan zur Erreichung eines strategischen oder operativen Ziels.
Die Luftoperation beinhaltet auch den Luftkampf, d. h. die Gefechtshandlungen einzelner Flugzeuge oder Flugzeuggruppen, die im Flugmanöver zum Einsatz der Flugzeugbewaffnung bestehen, um gegnerische Luftangriffsmittel zu bekämpfen.

#### Luftverteidigungsoperation
Die Luftverteidigungsoperation bezeichnet die Gesamtheit der nach Zielen, Aufgaben, Ort und Zeit abgestimmten und miteinander verbundenen Luft- und Luftverteidigungsschlachten, -gefechte und -schläge, die nach einheitlicher Idee und nach einheitlichem Plan in einer festgelegten Zeit durchgeführt werden.
Ziel ist es, die Luftoperation des Gegners durch Vernichtung der wesentlichen gegnerischen Fliegerkräfte in der Luft und auf Landeplätzen zu vereiteln sowie Schläge auf die eigene Gruppierung der Truppen (Kräfte) und Objekte des Landes in festgelegten operativen Grenzen nicht zuzulassen.

#### Seeoperation
Die Seeoperation ist eine Form der operativen Kampfhandlungen, die von operativen und taktischen Verbänden der Seestreitkräfte selbstständig oder im Zusammenwirken mit militärischen Formationen anderer Teilstreitkräfte in einem festgelegten Zeitraum nach einheitlicher Idee und einheitlichem Plan zur Erreichung eines strategischen oder operativen Ziels durchgeführt werden.
Nach ihrem Charakter gliedern sich Seeoperationen in solche mit Angriffscharakter und solche mit Verteidigungscharakter. Als Bestandteile der Seeoperation gelten das Seegefecht  und die Seeschlacht.

## Anwendungsvarianten zum Operationsbegriff

### Varianten zum Ziel der Operation
Dem Gegner soll letztlich, häufig im Rahmen eines längeren Feldzugs, eine Fortsetzung des Kampfes unmöglich gemacht werden. Defensivoperationen haben das Ziel, durch geschickten und sparsamen Einsatz der eigenen Kräfte gegnerische Offensivoperationen zu behindern, zu vereiteln und die Einleitung eigener Offensivoperationen vorzubereiten (Gewinn der Initiative).

### Varianten zum Kräfteeinsatz in der Operation
Militärische Operationen werden von der Führungsebene eines Großverbandes ab Brigadeebene geführt und finden vor, während und nach Schlachten und Gefechten statt. Im Laufe einer Operation kann es zu mehreren Schlachten und Gefechten kommen.

### Begriffsanwendung im anglophonen Sprachraum
Zu beachten ist, dass sich bis Anfang der 1980er Jahre der Gebrauch des Begriffs Operation im deutschen Sprachraum erheblich von dem im angelsächsischen, speziell US-amerikanischen Sprachraum unterschied, wo er „nur ganz allgemein Kampfhandlungen“ jedweder Art bezeichnet. Demnach entspricht (dt.) Operation zwar nicht (en.) operation,  (dt.) operativ jedoch dem englischen Begriff (en.) operational.
Liddell Hart schlug noch Mitte der 1950er Jahre für Großbritannien und die übrigen westlichen Staaten ein beinahe identisches Konzept allerdings unter dem ihm geeigneter erscheinenden Begriff grand tactics (etwa Große Taktik) vor.
Kurz danach öffnete sich mit dem französischen General André Beaufre erstmals ein prominenter Strategiedenker des Westens für dieses Konzept unter der Bezeichnung Operative Strategie.
Der Westen Deutschlands hat sich nie von der Operation und dem Operativen entfernt.  Der Operationsbegriff zieht sich durch alle Ausgaben der grundlegenden Führungsvorschrift für das Deutsche Heer.
- Marine Corps operations (2001)
- FM 3-07/100-20 (2003) Stability operations and support operations
- Wörterbuch (2001/2007) US Dept. of Defense Dictionary of Military and Associated Terms

Im Jahr 1982 führte Edward Luttwak den neuen Führungsbegriff auch bei den US-amerikanischen Streitkräften in der grundlegenden Vorschrift FM 100-5 ein. Darin heißt es sinngemäß, dass der Krieg ein nationales Unterfangen sei, das auf drei grundsätzlichen Ebenen koordiniert werde, strategisch, operativ und taktisch. Damit hatte sich der Begriff endgültig weltweit durchgesetzt, auch wenn stellenweise noch bemängelt wird, dass in einigen Ländern der Begriff das Führungssystem noch nicht durchdrungen hat.

### Begriffsabgrenzung in der Bundeswehr
Die vom Begriff Operation abgeleitete operative Ebene liegt zwischen der Strategie und der Taktik. Strategie ist dabei als der Teil der Kriegskunst zu verstehen, der sich mit der Gesamtkriegführung befasst. Im Gegensatz dazu befasst sich Taktik mit der Verwendung und dem Einsatz der Kräfte und Mittel eines Verbandes für und im Gefecht, während man bei der Operationsführung von Großverbänden von Schlacht spricht. Taktik richtet damit den Fokus der Betrachtung auf das einzelne Gefecht und Strategie weit oberhalb dieser engen Betrachtungsweise auf alle Zusammenhänge und Interessen des kriegführenden Staates, die Operative Ebene ist dazwischen angesiedelt. Seitdem gibt es nicht mehr nur das Begriffspaar Strategie – Taktik, das von einer breiten Grauzone zwischen den Extremen gekennzeichnet war. Die operative Ebene hat sich zwischen den beiden vermittelnd eingeschoben. Freilich gibt es nun statt einer Grauzone zwei. Denn so unklar früher in Grenzbereichen die Zuordnung einer militärischen Maßnahme zum Bereich der Taktik oder Strategie war, so groß können heute die Unklarheiten sein, wenn es um die Zuordnung zu Taktik oder Operativer Ebene einerseits, oder Operativer Ebene und Strategie andererseits geht.
Taktische Maßnahmen befinden sich daher in enger Abhängigkeit voneinander. Eine Kompanie, die eine Ortschaft verteidigt, kann diese Absicht und ihren Auftrag nicht losgelöst von ihren Nachbarn verfolgen. Gehen die benachbarten Kompanien auf beiden Seiten zurück, wird auch die Einheit aus dem Dorf ausweichen müssen, da ihr sonst die Gefahr droht, abgeschnitten zu werden. Andererseits wird sie nicht im Dorfe halten dürfen, wenn ihre Nachbarn vorgehen, da sonst zwischen diesen Nachbarn eine Lücke klafft, die diesen und schließlich auch der Kompanie im Dorf zum Verhängnis werden könnte. Der Führer dieser Kompanie ist insofern nicht frei in seinen Entschlüssen, sondern muss sie am Verhalten anderer Truppenteile, auf die er keinen Einfluss hat, orientieren.
Das stellt sich auf operativer Ebene anders dar. Verschiedene Operationen auf dem gleichen Kriegsschauplatz müssen zwar auf höherer operativer Ebene aufeinander abgestimmt sein, laufen für sich jedoch meist weitgehend unabhängig vom Erfolg oder Misserfolg benachbarter Operationen und der Gesamtstrategie ab. Als weitere Unterschiede werden häufig genannt, dass Bewegungen in der Taktik nur insofern betrachtet werden, als sie im Gefecht oder in Erwartung eines möglichen Gefechtes geplant und ausgeführt werden, während sie integraler Bestandteil von Operationen sind. Auch Versorgungsmaßnahmen werden in der Taktik lediglich hinsichtlich ihrer Auswirkungen auf laufende oder mögliche Gefechte betrachtet, während sie dauernde Begleiter von Operationen sind. Seltener findet man den Hinweis, dass Taktik sich sehr stark an der Truppengattung orientiert, während Operationen grundsätzlich der Idee vom Einsatz verbundener Waffen folgen.
Dem liegt die Idee zugrunde, dass Panzertruppe, Infanterie und Artillerie jeweils ihre eigenen Einsatzgrundsätze und damit ihre eigene Taktik haben. „Wo einzelne Truppentypen und ihre spezifischen Taktiken (…) nicht mehr für sich allein den Ausgang bestimmen, weil andere Truppentypen und andere Arten von Taktik ebenso beteiligt sind, befinden wir uns auf der nächsthöheren Ebene: der operativen Ebene.“ Dem könnte entgegengehalten werden, dass in heutigen Gefechtssituationen das Gefecht der verbundenen Waffen bereits auf sehr niedriger Führungsebene praktiziert wird. Bataillone haben im Einsatz fast immer abgegebene Teile fremder Truppengattungen für den eigenen Gefechtsauftrag zur Verfügung, Kompanien werden häufig durch Teileinheiten anderer Truppengattungen verstärkt. Der Unterschied, dass taktische Verbände zunächst reinrassig sind und erst durch Eingriffe der operativen Ebene, die über alle Truppengattungen verfügt, Unterstellungen erhalten, bleibt allerdings auch bei diesem Einwand bestehen. Kräfte anderer Truppengattungen werden einem Zug als Teileinheit selten unterstellt, zu meist erfolgt eine Anweisung auf Zusammenarbeit.

### Operationsarten in der Bundeswehr
Die Bundeswehr unterscheidet die Operationsarten
- Angriff
- Verteidigung
- Verzögerung
- Stabilisierung
- Jagdkampf bei der Infanterie

### Abgeleitete Begriffe in der Bundeswehr
Mit dem Begriff der Operation hängt in heutigen deutschen Führungsvorschriften eine Vielzahl abgeleiteter Begriffe zusammen:
- Folgeoperation
- freie Operationen
- Gesamtoperation
- Operationen im rückwärtigen Gebiet
- Operationen in der Tiefe
- Operationen mit dem Ziel der Sabotage
- Operationen zur Infiltration
- Operationen zur Täuschung
- Operationsbasis
- Operationsgebiet
- Operationslinie
- Operationsplan
- operative Führung
- operatives Konzept
- unmittelbare Operation
- verdeckte Operation
- Network-Centric Warfare
- Tiefe Operation